# Norddeutsche Badmintonmeisterschaft
Norddeutsche Badmintonmeisterschaften werden seit der Saison 1961/1962 ausgetragen. Sie stellen die zweithöchste Meisterschaftsebene im Badminton in Deutschland dar und sind die direkte Qualifikation für die deutschen Meisterschaften. Die Titelkämpfe umfassten bis zur deutschen Wiedervereinigung geographisch die Regionen Bremen, Hamburg, Niedersachsen, West-Berlin und Schleswig-Holstein. In der Saison 1991/1992 wurden Brandenburg, Sachsen-Anhalt, Ost-Berlin und Mecklenburg-Vorpommern in die Meisterschaft integriert. 2022 wurden die Titelkämpfe zum 60. Mal ausgetragen.

## Titelträger
| Saison    | Herreneinzel                                | Dameneinzel                              | Herrendoppel                                                                      | Damendoppel                                                                     | Mixed                                                                          |
| --------- | ------------------------------------------- | ---------------------------------------- | --------------------------------------------------------------------------------- | ------------------------------------------------------------------------------- | ------------------------------------------------------------------------------ |
| 1962/1963 | Wolfgang Bochow (SG Blau-Gold Braunschweig) | Gisela Voss (Hamburger FC 55)            |                                                                                   |                                                                                 |                                                                                |
| 1963/1964 | Wolfgang Bochow (SG Blau-Gold Braunschweig) | Gisela Voss (Hamburger FC 55)            |                                                                                   |                                                                                 |                                                                                |
| 1964/1965 | Wolfgang Bochow (SG Blau-Gold Braunschweig) | Gisela Voss (Hamburger FC 55)            | Willi Braun (TSV Ehmen) Dietel (TuS Wunstorf)                                     | Bärbel Fieber (Hannover 96) Gudrun Bornträger (Hannover 96)                     | Wolfgang Bochow (SG Blau-Gold Braunschweig) Vera Föstermann (Hannover 96)      |
| 1965/1974 | keine Daten                                 | keine Daten                              | keine Daten                                                                       | keine Daten                                                                     | keine Daten                                                                    |
| 1975/1976 | Hans Werner Niesner (VfL Wolfsburg)         |                                          |                                                                                   |                                                                                 |                                                                                |
| 1976/1977 | Hans Werner Niesner (VfL Wolfsburg)         |                                          |                                                                                   |                                                                                 |                                                                                |
| 1977/1978 | Hans Werner Niesner (VfL Wolfsburg)         |                                          |                                                                                   |                                                                                 |                                                                                |
| 1978/1979 | Hans Werner Niesner (VfL Wolfsburg)         |                                          |                                                                                   |                                                                                 |                                                                                |
| 1979/1980 | Hans Werner Niesner (VfL Wolfsburg)         |                                          |                                                                                   | Elke Weber (VfL Wolfsburg) Brigitte Pickartz (TSV Glinde)                       |                                                                                |
| 1980/1981 | Hans Werner Niesner (VfL Wolfsburg)         | Rita Rathgeber (SC Siemensstadt)         | W. Yasahardja Wolf-Rüdiger Naussed (SV Berliner Bären)                            | Elke Weber (VfL Wolfsburg) Brigitte Pickartz (TSV Glinde)                       | Joachim Schulz (OSC 04 Rheinhausen) Brigitte Pickartz (TSV Glinde)             |
| 1981/1982 | Kay Witt (VfL Berliner Lehrer)              | Brigitte Pickartz (TSV Glinde)           | Jürgen Seide (SF Salzgitter) Hans-Jürgen Heidrich (SF Salzgitter)                 | Elke Weber (VfL Wolfsburg) Brigitte Pickartz (TSV Glinde)                       | Wolf-Rüdiger Naussed (SV Berliner Bären) Brigitte Pickartz (TSV Glinde)        |
| 1982/1983 | Volker Renzelmann (VfL Wolfsburg)           | Cathrin Hoppe (VfL Wolfsburg)            |                                                                                   | Cathrin Hoppe (VfL Wolfsburg) Gabriele Sadewater (VfL Berliner Lehrer)          |                                                                                |
| 1983/1984 | Volker Renzelmann (VfL Wolfsburg)           | Cathrin Hoppe (VfL Wolfsburg)            | Jürgen Seide (SF Salzgitter) Hans-Jürgen Heidrich (SF Salzgitter)                 | Cathrin Hoppe (VfL Wolfsburg) Gabriele Sadewater (VfL Berliner Lehrer)          | Hans Werner Niesner (VfL Wolfsburg) Cathrin Hoppe (VfL Wolfsburg)              |
| 1984/1985 | Volker Renzelmann (Post SV Bremerhaven)     | Elke Weber (VfL Wolfsburg)               | Detlef Reinhard (BSC Eintracht Südring) Ralf Reinhard (BSC Eintracht Südring)     | Cathrin Hoppe (VfL Wolfsburg) Elke Weber (VfL Wolfsburg)                        | Volker Renzelmann (VfL Wolfsburg) Cathrin Hoppe (VfL Wolfsburg)                |
| 1985/1986 | Detlef Poste (Post SV Bremerhaven)          | Ulrike Scheunemann (SV Blankenese)       | Thomas König (BC Eintracht Südring) Jörg Raupach (SC Siemensstadt)                |                                                                                 | Jürgen Seide (SF Salzgitter) Regina Wendt (SF Salzgitter)                      |
| 1986/1987 | Volker Renzelmann (Post SV Bremerhaven)     | Ulrike Scheunemann (SV Blankenese)       | Thomas König (BC Eintracht Südring) Jörg Raupach (SC Siemensstadt)                | Gabriele Sadewater (VfL Berliner Lehrer) Darja Richter (VfL Berliner Lehrer)    | Christian Ahlers (FTSV Elmshorn) Michaela Lippert (VfL 93 Hamburg)             |
| 1987/1988 | Harald Rahn (BC Eintracht Südring)          | Kerstin Ubben (VfL 93 Hamburg)           | Thomas König (BC Eintracht Südring) Jörg Raupach (SC Siemensstadt)                | Gabriele Sadewater (VfL Berliner Lehrer) Katrin Kuhn (VfL Berliner Lehrer)      | Claus Gallas (VfL Berliner Lehrer) Gabriele Sadewater (VfL Berliner Lehrer)    |
| 1988/1989 | keine Daten                                 | keine Daten                              | keine Daten                                                                       | keine Daten                                                                     | keine Daten                                                                    |
| 1989/1990 |                                             |                                          | Roland Kapps (BC Eintracht Südring) Stephan Kapps (BC Eintracht Südring)          |                                                                                 |                                                                                |
| 1990/1991 | Henner Sudfeld (BC Eintracht Südring)       | Karen Stechmann (VfL Stade)              | Roland Kapps (BC Eintracht Südring) Stephan Kapps (BC Eintracht Südring)          | Heidi Krickhaus (BC Eintracht Südring) Karen Stechmann (VfL Stade)              | Ralf Reinhard (BC Eintracht Südring) Heidi Krickhaus (BC Eintracht Südring)    |
| 1991/1992 | Brunon Rduch (VfL 93 Hamburg)               | Kerstin Ubben (BC Eintracht Südring)     | Roland Kapps (BC Eintracht Südring) Stephan Kapps (BC Eintracht Südring)          | Kerstin Ubben (BC Eintracht Südring) Petra Tobien (BC Eintracht Südring)        | Björn Siegemund (BC Eintracht Südring) Kerstin Ubben (BC Eintracht Südring)    |
| 1992/1993 | Franz-Josef Müller (BC Eintracht Südring)   | Kerstin Ubben (BC Eintracht Südring)     | Roland Kapps (BC Eintracht Südring) Stephan Kapps (BC Eintracht Südring)          | Kerstin Ubben (BC Eintracht Südring) Stefanie Westermann (BC Eintracht Südring) | Franz-Josef Müller (BC Eintracht Südring) Kerstin Ubben (BC Eintracht Südring) |
| 1993/1994 | Bernd Schwitzgebel (BC Eintracht Südring)   | Anja Weber (BC Eintracht Südring)        | Roland Kapps (BC Eintracht Südring) Stephan Kapps (BC Eintracht Südring)          | Anja Weber (BC Eintracht Südring) Stefanie Westermann (BC Eintracht Südring)    | Roland Kapps (BC Eintracht Südring) Katrin Kuhn (BC Eintracht Südring)         |
| 1994/1995 |                                             |                                          | Roland Kapps (BC Eintracht Südring) Stephan Kapps (BC Eintracht Südring)          |                                                                                 |                                                                                |
| 1995/1996 | Boris Reichel (TuS Gildehaus)               | Anika Sietz (TSV Glinde)                 | Conrad Hückstädt (BC Eintracht Südring) Sebastian Ottrembka (VfL Berliner Lehrer) | Heidi Bender (BC Eintracht Südring) Petra Tobien (Berliner SC)                  | Kai Abraham (BC Eintracht Südring) Kirsten Sprang (BC Eintracht Südring)       |
| 1996/1997 | keine Daten                                 | keine Daten                              | keine Daten                                                                       | keine Daten                                                                     | keine Daten                                                                    |
| 1997/1998 | André Vos (BV Gifhorn)                      | Anja Weber (BC Eintracht Südring)        | Maurice Niesner (BV Gifhorn) Kristof Hopp (BV Gifhorn)                            | Stefanie Westermann (BC Eintracht Südring) Anja Weber (BC Eintracht Südring)    | Christian Huth (VfL 93 Hamburg) Kerstin Ubben (VfL 93 Hamburg)                 |
| 1998/1999 | Sören Bredenkamp (BV Gifhorn)               | Anja Weber (BC Eintracht Südring)        | Maurice Niesner (BV Gifhorn) Kristof Hopp (BV Gifhorn)                            | Stefanie Westermann (BC Eintracht Südring) Kerstin Ubben (BC Eintracht Südring) | Roland Kapps (BC Eintracht Südring) Stefanie Westermann (BC Eintracht Südring) |
| 1999/2000 | Sebastian Schulz (VfL 93 Hamburg)           | Jeanette Ottrembka (VfL Berliner Lehrer) | Maurice Niesner (BV Gifhorn) Torsten Ost (BC Eintracht Südring)                   | Stefanie Westermann (Berliner SC) Kerstin Ubben (VfL 93 Hamburg)                | Björn Zeysing (VfL Lüneburg) Tanja Krömer (SG Maschen-Hittfeld)                |
| 2000/2001 | Maurice Niesner (BV Gifhorn)                | Jeanette Ottrembka (BV Gifhorn)          | Björn Zeysing (VfL Lüneburg) Jan Zeysing (VfL Lüneburg)                           | Anja Weber (BC Eintracht Südring) Kerstin Ubben (VfL 93 Hamburg)                | Maurice Niesner (BV Gifhorn) Jeanette Ottrembka (BV Gifhorn)                   |
| 2001/2002 | Conrad Hückstädt (EBT Berlin)               | Anja Weber (BC Eintracht Südring)        | Matthias Krawietz (TuS Gildehaus) Boris Reichel (TuS Gildehaus)                   | Anja Weber (BC Eintracht Südring) Katharina Bobeth (VfL Berliner Lehrer)        | Roland Kapps (BC Eintracht Südring) Anja Weber (BC Eintracht Südring)          |
| 2002/2003 | Tim Dettmann (EBT Berlin)                   | Monja Bölter (EBT Berlin)                | Henning Zanssen (BV Gifhorn) Leif-Olav Zöllner (BV Gifhorn)                       | Jeanette Ottrembka (VfL 93 Hamburg) Katharina Bobeth (VfL 93 Hamburg)           | Roland Kapps (BC Eintracht Südring) Anja Weber (BC Eintracht Südring)          |
| 2003/2004 | Björn Zeysing (VfL Lüneburg)                | Katharina Bobeth (VfL 93 Hamburg)        | Philipp Droste (VfB Lübeck) Tim Dettmann (EBT Berlin)                             | Anja Weber (BC Eintracht Südring) Thérèse Nawrath (BC Eintracht Südring)        | Tim Dettmann (EBT Berlin) Katharina Bobeth (VfL 93 Hamburg)                    |
| 2004/2005 | Björn Zeysing (VfL Lüneburg)                | Katharina Bobeth (VfL 93 Hamburg)        | Andreas Kämmer (BC Eintracht Südring) Fabian Zilm (EBT Berlin)                    | Anja Weber (EBT Berlin) Thérèse Nawrath (EBT Berlin)                            | Andreas Kämmer (EBT Berlin) Anja Weber (EBT Berlin)                            |
| 2005/2006 | Sven Eric Kastens (VfL 93 Hamburg)          | Astrid Hoffmann (VfB Lübeck)             | Tim Zander (VfL 93 Hamburg) Patrik Neubacher (BW Wittorf)                         | Monja Bölter (EBT Berlin) Anne-Christin Reiter (EBT Berlin)                     | Johannes Schöttler (VfL 93 Hamburg) Gitte Köhler (VfL 93 Hamburg)              |
| 2006/2007 | Sebastian Schöttler (VfL 93 Hamburg)        | Astrid Hoffmann (BV Gifhorn)             | Tim Zander (VfL 93 Hamburg) Patrik Neubacher (BW Wittorf)                         | Annekatrin Lillie (BW Wittorf) Michaela Kitschke (BW Wittorf)                   | Patrik Neubacher (BW Wittorf) Annekatrin Lillie (BW Wittorf)                   |
| 2007/2008 | Jan-Collin Strehse (BW Wittorf)             | Neele Voigt (BW Wittorf)                 | Tim Dettmann (EBT Berlin) Karsten Lehmann (EBT Berlin)                            | Karen Neumann (VfL Maschen) Anja Weber (BC Eintracht Südring)                   | Till Zander (VfL Maschen) Karen Neumann (VfL Maschen)                          |
| 2008/2009 | Jan-Collin Strehse (BW Wittorf)             | Kathleen Ebersbach (BW Wittorf)          | Till Zander (VfL 93 Hamburg) Jan Patrick Helmchen (BV Gifhorn)                    | Karen Neumann (VfL 93 Hamburg) Inken Wienefeld (VfL 93 Hamburg)                 | Till Zander (VfL 93 Hamburg) Karen Neumann (VfL 93 Hamburg)                    |
| 2009/2010 | Andreas Kämmer (BC Eintracht Südring)       | Monja Bölter (BC Eintracht Südring)      | Andreas Kämmer (BC Eintracht Südring) Robert Franke (BC Eintracht Südring)        | Neele Voigt (BW Wittorf) Ina Voigt (BW Wittorf)                                 | Jens Ehlert (BC Eintracht Südring) Monja Bölter (BC Eintracht Südring)         |
| 2010/2011 | Jens Ehlert (BC Eintracht Südring)          | Monja Bölter (BC Eintracht Südring)      | Jens Ehlert (BC Eintracht Südring) Henning Zanssen (VfL Maschen)                  | Karen Neumann (VfL 93 Hamburg) Franziska Volkmann (Horner TV)                   | Till Zander (VfL 93 Hamburg) Karen Neumann (VfL 93 Hamburg)                    |
| 2011/2012 | Patrick Kämnitz (Horner TV)                 | Monja Bölter (BC Eintracht Südring)      | Till Zander (VfL 93 Hamburg) Maurice Niesner (BV Gifhorn)                         | Lisa Deichgräber (EBT Berlin) Monja Bölter (BC Eintracht Südring)               | Jens Ehlert (BC Eintracht Südring) Monja Bölter (BC Eintracht Südring)         |
| 2012/2013 | Jens Ehlert (BC Eintracht Südring)          | Lisa Deichgräber (EBT Berlin)            | Jens Ehlert (BC Eintracht Südring) Maurice Niesner (BV Gifhorn)                   | Nadine Cordes (TSV Trittau) Annekatrin Lillie (TSV Trittau)                     | Maurice Niesner (BV Gifhorn) Gitte Köhler (BV Gifhorn)                         |
| 2013/2014 | Patrick Kämnitz (Horner TV)                 | Yvonne Li (Hamburger SV)                 | Jens Ehlert (BC Eintracht Südring) Maurice Niesner (BV Gifhorn)                   | Nadine Cordes (TSV Trittau) Annekatrin Lillie (TSV Trittau)                     | Bastian Zimmermann (EBT Berlin) Anja Buchert (EBT Berlin)                      |
| 2014/2015 | Nikolaj Persson (TSV Trittau)               | Lisa Deichgräber (EBT Berlin)            | Finn Glomp (Horner TV) Mats Hukriede (Horner TV)                                  | Jana Bühl (BC Eintracht Südring) Franziska Ottrembka (SV Berliner Brauereien)   | Philipp Droste (ATSV Stockelsdorf) Neele Voigt (BW Wittorf)                    |
| 2015/2016 | Mats Hukriede (Horner TV)                   | Lisa Deichgräber (EBT Berlin)            | Finn Glomp (Horner TV) Mats Hukriede (Horner TV)                                  | Anja Buchert (EBT Berlin) Laura Gredner (VfB Peine)                             | Lucas Gredner (VfB Peine) Laura Gredner (VfB Peine)                            |
| 2016/2017 | Lucas Bednorsch (BW Wittorf)                | Stine Küspert (1. Bremer BC)             | Patrick Kämnitz (BV Gifhorn) Nikolaj Persson (TSV Trittau)                        | Lisa Deichgräber (EBT Berlin) Sonja Melzer (BV Gifhorn)                         | Lucas Gredner (VfB Peine) Laura Gredner (VfB Peine)                            |
| 2017/2018 | Brian Holtschke (EBT Berlin)                | Lisa Zimmermann (EBT Berlin)             | Lucas Bednorsch (BW Wittorf) Lucas Gredner (VfB Peine)                            | Lisa Zimmermann (EBT Berlin) Laura Gredner (VfB Peine)                          | Lucas Gredner (VfB Peine) Laura Gredner (VfB Peine)                            |
| 2018/2019 | Brian Holtschke (EBT Berlin)                | Lea Dingler (BV Gifhorn)                 | Lucas Bednorsch (BW Wittorf) Lucas Gredner (VfB Peine)                            | Beke Recht (VfL Maschen) Alexandra Schmedtje (VfL Maschen)                      | Lucas Gredner (VfB Peine) Laura Gredner (VfB Peine)                            |
| 2019/2020 | Lucas Bednorsch (BW Wittorf)                | Lea Dingler (BV Gifhorn)                 | Lucas Bednorsch (BW Wittorf) Alexander Mernke (TSV Trittau)                       | Marina Korsch (TSV Trittau) Kaja Zabinski (TSV Trittau)                         | Yannik Windhorst (Polizei SV Bremen) Maren Völkering (Polizei SV Bremen)       |
| 2020/2021 | nicht ausgetragen                           | nicht ausgetragen                        | nicht ausgetragen                                                                 | nicht ausgetragen                                                               | nicht ausgetragen                                                              |
| 2021/2022 | Frank Juchim (VfB Peine)                    | Marleen Schwabe (EBT Berlin)             | Lin-Yu Oei (SV Berliner Brauereien) Saruul Shafiq (SV Berliner Brauereien)        | Michelle Kanschik (Berliner SC) Sophie Reimers (SV Berliner Brauereien)         | Lin-Yu Oei (SV Berliner Brauereien) Lea Dingler (SV Berliner Brauereien)       |
| 2022/2023 | Phillip Nebendahl (VfB Peine)               | Marina Korsch (TSV Altenholz)            | Lucas Bednorsch (SC Peine) Lucas Gredner (VfB Peine)                              | Laura Gredner (VfB Peine) Nadine Cordes (VfB Peine)                             | Lucas Gredner (VfB Peine) Nadine Cordes (VfB Peine)                            |
| 2023/2024 | Jonathan Dresp (BW Wittorf)                 | Maren Völkering (BV Gifhorn)             | Lucas Paulsen (TSV Altenholz) Lucas Gredner (VfB Peine)                           | Laura Gredner (VfB Peine) Nadine Cordes (VfB Peine)                             | Lucas Gredner (VfB Peine) Nadine Cordes (VfB Peine)                            |
| 2024/2025 | Nikolaj Persson (TSV Trittau)               | Meline Zeisig (SV Berliner Brauereien)   | Lucas Paulsen (TSV Altenholz) Lucas Gredner (VfB Peine)                           | Michelle Kanschik (SC Brandenburg ) Sophie Reimers (SC Brandenburg )            | Lucas Gredner (VfB Peine) Nadine Gredner (VfB Peine)                           |